# Milly-Lamartine
Milly-Lamartine – miejscowość i gmina we Francji, w regionie Burgundia-Franche-Comté, w departamencie Saona i Loara.
Według danych na rok 1990 gminę zamieszkiwały 273 osoby, a gęstość zaludnienia wynosiła 95 osób/km² (wśród 2044 gmin Burgundii Milly-Lamartine plasuje się na 640. miejscu pod względem liczby ludności, natomiast pod względem powierzchni na miejscu 1338.).